# José Raimundo Soares da Silva
José Raimundo Soares da Silva foi um político brasileiro do estado de Minas Gerais.

## Biografia
Foi eleito deputado estadual na Assembleia Legislativa de Minas Gerais para a 2ª Legislatura (1951 - 1955), pelo PTB.